# NGC 5585
NGC 5585 (również PGC 51210 lub UGC 9179) – galaktyka spiralna z poprzeczką (SBcd), znajdująca się w gwiazdozbiorze Wielkiej Niedźwiedzicy. Została odkryta 17 kwietnia 1789 roku przez Williama Herschela. Galaktyka ta należy do grupy galaktyk M101.